# Nina Simone Sings Ellington!
Nina Simone Sings Ellington! È un album in studio della cantante e pianista statunitense Nina Simone, pubblicato nell'ottobre del 1962. Esso contiene brani originariamente composti o interpretati da Duke Ellington con la collaborazione in alcuni di essi di Irving Mills e Billy Strayhorn.
Oltre a cantare e a suonare il pianoforte, Simone ha arrangiato tutti i brani dell'album, accompagnata dai Malcolm Dodds Singers.

## Tracce
Lato A
1. Do Nothin' Till You Hear from Me – 2:49 (Duke Ellington, Bob Russell)
2. I Got It Bad and That Ain't Good – 4:07 (Duke Ellington, Paul Francis Webster)
3. Hey, Buddy Bolden – 2:28 (Duke Ellington, Billy Strayhorn)
4. Something to Live For – 2:55 (Duke Ellington, Billy Strayhorn)
5. You Better Know It – 2:25 (Duke Ellington)

Durata totale: 14:44
Lato B
1. I Like the Sunrise – 3:02 (Duke Ellington)
2. (In My) Solitude – 3:45 (Duke Ellington, Irving Mills, Eddie DeLange)
3. The Gal from Joe's – 2:15 (Duke Ellington, Irving Mills)
4. Satin Doll – 3:37 (Duke Ellington, Billy Strayhorn, Johnny Mercer)
5. It Don't Mean a Thing (If It Ain't Got That Swing) – 2:30 (Duke Ellington, Irving Mills)

Durata totale: 15:09
Edizione CD del 2005, pubblicato dalla EMI Records (7243 4 73220 2 0)
1. Do Nothin' Till You Hear from Me – 2:50 (Duke Ellington, Bob Russell)
2. I Got It Bad and That Ain't Good – 4:07 (Duke Ellington, Paul Francis Webster)
3. Hey, Buddy Bolden – 2:27 (Duke Ellington, Billy Strayhorn)
4. Merry Mending – 2:36 (Duke Ellington)
5. Something to Live For – 2:56 (Billy Strayhorn, Duke Ellington)
6. You Better Know It – 2:25 (Duke Ellington)
7. I Like the Sunrise (From The Liberian Suite) – 3:01 (Duke Ellington)
8. Solitude – 3:46 (Duke Ellington, Eddie De Lange)
9. The Gal from Joe's – 2:12 (Duke Ellington, Irving Mills)
10. Satin Doll – 3:37 (Duke Ellington, Billy Strayhorn, Johnny Mercer)
11. It Don't Mean a Thing (If It Ain't Got That Swing) – 2:33 (Duke Ellington, Irving Mills)
12. Come on Back, Jack – 2:16 (Earl Shuman, Leon Carr) – Bonus Track
13. Nobody Knows You When You're Down and Out – 2:40 (Jimmie Cox) – Bonus Track
14. I Want a Little Sugar in My Bowl – 2:45 (Nina Simone) – Bonus Track
15. Since My Love Has Gone – 2:49 (Herbert Wasserman, Jack Aaron) – Bonus Track
16. If Only for Tonight – 5:35 (Aaron Schroeder, Martin Kalmanoff) – Bonus Track

Durata totale: 48:35

## Formazione
- Nina Simone - voce, pianoforte, arrangiamenti
- The Malcolm Dodds Singers - accompagnamento vocale, cori
- Ralph Burns - direttore d'orchestra
- Ralph Burns Orchestra